# بهیجه نادری
بهیجه نادری (زادهٔ ۱۳۱۵، تهران – درگذشتهٔ ۱۳۹۸، لندن) صداپیشه ایرانی بود.

## زندگی‌نامه
بهیجه نادری در سال ۱۳۱۵ در تهران زاده شد و دوبله را به‌طور حرفه‌ای از سال ۱۳۴۰ زیر نظر هوشنگ کاظمی آغاز کرد و تا سال ۱۳۵۷ به فعالیت خود در دوبلاژ ادامه داد. وی گویندگی نقش‌های اصلی در فیلم‌های ایرانی و خارجی را بر عهده داشته‌است. وی در خارج از ایران به‌سر می‌برد.

## فیلم‌شناسی
- فیلم‌های خارجی
- «زنان» (۱۳۳۹) به‌جای جون کرافورد
- «طبل‌های موهاک» (۱۹۳۹) به‌جای کلودت کولبرت
- «طلسم‌شده» (۱۹۴۵) به‌جای اینگرید برگمن
- «مرد بی‌ستاره» (۱۹۵۵) به‌جای جین کرین (دوبله دوم)
- «۳:۱۰ به یوما» (۱۹۵۷) به‌جای لئورا دانا
- «تابستان گرم و طولانی» (۱۹۵۸) به‌جای جوآن وودوارد (دوبله دوم)
- «اسب تروآ» (۱۹۶۱) به‌جای ژولیت مانیل
- «بازگشت رینگو» (۱۹۶۵) به‌جای نیوس ناوارو
- «بلوف کوگان» (۱۹۶۸) به‌جای سوزان کلارک
- «جایی برای سومی نیست» (۱۹۶۹) به‌جای کلیر بلوم
- «مرگ یک تیرانداز» (۱۹۶۹) به‌جای لانا هورن
- «شبگردها» (۱۹۷۱) به‌جای استفانی بیچام
- «همسران پزشکان» (۱۹۷۱) به‌جای دایانا ساندس
- «عقدهٔ خودبزرگ‌بینی» (۱۹۷۱) به‌جای کارین شوبرت
- «الشیماء» (۱۹۷۲) به‌جای سمیرا احمد
- «راجا جانی» (۱۹۷۲) به‌جای هما مالینی
- «آخرین شانس» (۱۹۷۳) به‌جای اورسولا اَندرِس (دوبله اول)
- «سر آلفردو گارسیا را برایم بیاور» (۱۹۷۴) به‌جای ایسلا وگا (دوبله اول)
- «قتل در قطار سریع‌السیر شرق» (۱۹۷۴) به‌جای لورن باکال (دوبله اول)
- فیلم‌های ایرانی
- «گردش روزگار» (۱۳۴۷) به‌جای کتایون
- «رقاصه شهر» (۱۳۴۹) به‌جای فرنگیس فروهر
- «جان‌سخت» (۱۳۵۰) به‌جای نیلوفر
- «حیدر» (۱۳۵۰) به‌جای فرنگیس فروهر
- «دلقک‌ها» (۱۳۵۰) به‌جای مرجان
- «دیوار شیشه‌ای» (۱۳۵۰) به‌جای هما روستا
- «سه‌قاپ» (۱۳۵۰) به‌جای مروارید
- «شکار انسان» (۱۳۵۰) به‌جای مرجان
- «غلام ژاندارم» (۱۳۵۰) به‌جای مرجان
- «کاکو» (۱۳۵۰) به‌جای فرنگیس فروهر
- «اعجوبه‌ها» (۱۳۵۱) به‌جای سیمین علی‌زاده
- «تپلی» (۱۳۵۱) به‌جای زری خوشکام
- «توبه» (۱۳۵۱) به‌جای فرنگیس فروهر
- «خوشگله» (۱۳۵۱) به‌جای لی‌لی
- «سرگروهبان» (۱۳۵۱) به‌جای شهرزاد
- «فدایی» (۱۳۵۱) به‌جای فرنگیس فروهر
- «لج و لجباری» (۱۳۵۱) به‌جای ژاله کریمی
- «بوسه بر لب‌های خونین» (۱۳۵۲) به‌جای مستانه جزایری
- «بی‌حجاب» (۱۳۵۲) به‌جای شهناز تهرانی
- «پاپوش» (۱۳۵۲) به‌جای فرنگیس فروهر
- «خیالاتی» (۱۳۵۲) به‌جای مستانه جزایری
- «علی کنکوری» (۱۳۵۲) به‌جای شهناز تهرانی
- «کاکاسیاه» (۱۳۵۲) به‌جای جمیله
- «کیفر» (۱۳۵۲) به‌جای مرجان
- «گدای میلیونر» (۱۳۵۲) به‌جای شهناز تهرانی
- «محبوب بچه‌ها» (۱۳۵۲) به‌جای جمیله
- «معشوقه» (۱۳۵۲) به‌جای لی‌لی
- «هلوی پوست‌کنده» (۱۳۵۲) به‌جای لی‌لی
- «اوستا کریم نوکرتیم» (۱۳۵۳) به‌جای شورانگیز طباطبایی
- «صلات ظهر» (۱۳۵۳) به‌جای فرزانه تأییدی
- «ماشین مشتی ممدلی» (۱۳۵۳) به‌جای مستانه جزایری
- «مواظب کلات باش» (۱۳۵۳) به‌جای شهناز تهرانی
- «دو آقای باشخصیت» (۱۳۵۴) به‌جای گلی زنگنه
- «بابا گلی به جمالت» (۱۳۵۵) به‌جای شورانگیز طباطبایی
- «پشمالو» (۱۳۵۵) به‌جای شهناز تهرانی
- «آقای لر به شهر می‌رود» (۱۳۵۶) به‌جای گلی زنگنه
- «یکی خوش‌صدا یکی خوش‌دست» (۱۳۵۶) به‌جای ژیلا شاهانی